# کشتار کامیانتس-پودیلسکی
کشتار کامیانتس-پودیلسکی (به انگلیسی: Kamianets-Podilskyi) تیراندازی دسته‌جمعی به یهودیان در جریان جنگ جهانی دوم بود که در مراحل آغازین عملیات بارباروسا توسط گردان پلیس ۳۲۰ آلمان همراه با آینزاتس‌گروپن فریدریش یکلن، سربازان مجارستانی و پلیس کمکی اوکراین انجام شد. این کشتارها در تاریخ ۲۷ و ۲۸ اوت ۱۹۴۱ در شهر کامیانتس-پودیلسکیی (در اوکراین کنونی) شوروی سابق صورت گرفتند که پیشتر در ۱۱ ژوئیه ۱۹۴۱ توسط نیروهای آلمان نازی اشغال شده بود. طبق گزارش‌های آلمان در مجموع ۲۳٬۶۰۰ یهودی به قتل رسیدند؛ از جمله ۱۶٬۰۰۰ یهودی که پیشتر از مجارستان اخراج شده بودند.

## تاریخچه
شهر کامیانتس-پودیلسکی که اکنون در جنوب غربی واقع اوکراین است، بخشی از جمهوری شوروی سوسیالیستی اوکراین بود که در ۲۲ ژوئن ۱۹۴۱ در مراحل آغازین عملیات بارباروسا با ورود نیروهای آلمانی مستقر در لهستان اشغالی مورد حمله قرار گرفت. . اندکی پس از آنکه پادشاهی مجارستان (متحد آلمان) در ۲۷ ژوئن ۱۹۴۱ به جبهه جنگ در شوروی وارد شد، مقامات سازمان مسئول اتباع خارجی مقیم مجارستان تصمیم به اخراج یهودیان خارجی از خاک آن کشور گرفتند؛ کسانی که بیشترشان را بیشتر یهودیان لهستانی و روسی تشکیل می‌دادند، اما پناهندگان زیادی از اروپای غربی نیز در میانشان وجود داشتند. یهودیانی که تا آن هنگام نتوانسته بودند به راحتی تابعیت مجارستان را به دست بیاورند نیز در برابر اخراج به همان اندازه آسیب‌پذیر بودند. در نتیجه، بسیاری از یهودیان مجارستانی که نمی‌توانایی اثبات تابعیت خود را نداشتند نیز اخراج شدند.
مجارها یهودیان را سوار بر واگن‌های باری کردند و آنها را به کروسمزو (یاسینیا فعلی در اوکراین) نزدیک مرز پیش از جنگ مجارستان و لهستان بردند و در آنجا با انتقال از مرزهای پیشین شوروی به آلمانی‌ها تحویل داده شدند. تا ۱۰ اوت ۱۹۴۱، تقریباً ۱۴٬۰۰۰ یهودی از مجارستان به قلمروهای تحت کنترل آلمان تبعید شدند. یهودیانی که در اختیار آلمانی‌ها قرار گرفتند، و اغلبشان هنوز در واحدهای خانوادگی خویش به سر می‌بردند، ناچار شدند از کولومیا به سمت کامیانتس-پودیلسکی حرکت کنند.
در ۲۷ و ۲۸ اوت، یک گروه از آینزاتس‌گروپن (واحدهای کشتار متحرک) در کامیانتس-پودیلسکی و نیز نیروهای تحت فرماندهی رهبر اس‌اس و پلیس در منطقه جنوب، ژنرال اس‌اس فریدریش یکلن، دست به کشتار کلیت جوامعی از یهودیان، اعم از اخراجی‌ها و مردم محلی، زدند. بر پایه‌گذارش یکلن، در مجموع ۲۳٬۶۰۰ یهودی در جریان این اقدام کشته شدند. این کشتار یکی از نخستین عملیات‌های گسترده کشتار دسته‌جمعی در راستای راهی برای دستیابی به راه حل نهایی در رایخس‌کومیساریات اوکراین بود. پیش از آن در درون خاک اتحاد جماهیر شوروی، زنجیره کشتارهایی مشابه در شهر ژیتومیر آغاز شد که از ۹ ژوئیه ۱۹۴۱ تا ۱۹ سپتامبر ادامه داشتند و شهر را عاری از یهود ساختند. در این شهر سه عملیات کشتار توسط پلیس آلمان و اوکراین صورت گرفت که در مجموع ۱۰ هزار یهودی در آن کشته شدند. به دنبال کشتار کامیانتس-پودیلسکی، کشتار دیگری در ۲۲ سپتامبر ۱۹۴۱ توسط اس‌اس و شبه نظامیان اوکراینی در وینیتسا صورت گرفت که در آن ۲۸٬۰۰۰ یهودی به ضرب گلوله کشته شدند؛ و دیگری کشتار ۳۳٬۷۷۱ یهودی در ۲۹ سپتامبر در بابی یار.